# Hulda of Holland
Hulda of Holland er en amerikansk stumfilm fra 1913 af J. Searle Dawley.

## Medvirkende
- Ben F. Wilson som Heintz
- Laura Sawyer som Hulda
- Jessie McAllister
- Charles Sutton
- Harold Lloyd